# Expedição Palliser
A Expedição de Exploração da América do Norte, mais conhecida como Expedição Palliser foi uma expedição britânica que tinha como objetivo explorar e efetuar o levantamento cartográfico e topográfico das pradarias selvagens do Oeste do Canadá. Ela ocorreu de 1857 até 1860 e foi comanda por   John Palliser. O propósito era descobrir rotas viáveis para a construção da  Canadian Pacific Railway, encontrar terras para a agricultura e descobrir novas espécies de plantas. A expedição também realizou uma demarcação topográfica da fronteira entre o Canadá e os Estados Unidos, desde o Lago Superior até as costas do Oceano Pacífico.
Os principais participantes da expedição foram:
- John Palliser, lider da expedição
- James Hector, geólogo, naturalista, e médico
- Eugene Bourgeau, botânico
- Thomas Blakiston, operador da bússola.
- John W. Sullivan, matemático e  operador do sextante

Três anos depois do final da expedição, Palliser publicou e apresentou o relatório da expedição ao Parlamento Britânico. Um mapa detalhado das regiões visitadas foi publicado em 1865.  
A região conhecida atualmente por  Triângulo de Palliser foi explorada pela primeira vez por esta expedição, que concluiu ser demasiatamente árida para a agricultura, o que foi negado inicialmente pelos oficiais canadenses de Ottawa, desejosos de incluir o oeste canadense  como região de incremento populacional. Nos anos 30, a informação das inadequadas condições de agricultura na região se mostraram exatas, em detrimento daqueles que haviam tentado o cultivo.